# A Menina do Veleiro Azul
A Menina do Veleiro Azul é uma telenovela brasileira produzida pela extinta TV Excelsior e exibida de 20 de fevereiro de 1969 a 27 de março de 1970 no horário das 18h30, totalizando 285 capítulos. Foi escrita por Ivani Ribeiro e contou com a colaboração de Teixeira Filho e Dárcio Ferreira. Os diretores foram David Grimberg, Waldemar de Moraes e Paulo de Grammont.
Baseada na história que Ivani Ribeiro já escrevera para o rádio (com o marido, Dárcio Ferreira), a trama contava a história de Glorinha (Maria Isabel de Lizandra) da infância à juventude.

## Elenco
| Ator/Atriz               | Personagem         |
| ------------------------ | ------------------ |
| Maria Isabel de Lizandra | Glorinha           |
| Édson França             | Marcelo            |
| Newton Prado             | Paulo              |
| Henrique Martins         | Roque              |
| Cacilda Lanuza           | Isabel             |
| Lílian Lemmertz          | Débora             |
| Arlete Montenegro        | Sofia              |
| Luiz Carlos Becker       | Ênio               |
| Maria Aparecida Alves    | Carmem             |
| Maria Aparecida Báxter   | Irmã Clotilde      |
| Riva Nimitz              | Irmã Margarida     |
| Silvana Lopes            | Clara              |
| Jacques Lagoa            | Jorge              |
| Gilmara Sanches          | Denise             |
| Gervásio Marques         | Edmundo            |
| Fábio Cardoso            | Edmundo            |
| Jovelthy Archângelo      | Paulo              |
| Leila Diniz              | Ester              |
| Flora Geny               | Letícia            |
| Edmundo Lopes            | Cândido            |
| Nádia Lippi              | Lila               |
| Jorge Luiz               | Alex               |
| João José Pompeo         | Tio Matheus        |
| Vera Nunes               | Dra. Olga          |
| Sérgio Britto            | Inspetor           |
| Fernando Baleroni        | Adão               |
| Sônia Braga              | Otília             |
| Cleyde Yáconis           | Ida                |
| Castro Gonzaga           | Juvenal            |
| Wilma de Aguiar          | Hortência          |
| Sebastião Campos         | André              |
| Márcia de Windsor        | Dinah              |
| Mário Guimarães          | Padre Antônio      |
| Cláudio Corrêa e Castro  | Dr. Eduardo        |
| Melanie del Nero         | Suzy               |
| Ruthinéa de Moraes       | Mercedes           |
| Helena de Paula          | Julinha            |
| Sílvio Francisco         | Edson              |
| Serafim Gonzalez         | Rodolfo            |
| Sílvia Leblon            | Arlete             |
| Maracy Mello             | Dora               |
| Ronnie Von               | Vinícius           |
| Lídia Costa              | Adelaide           |
| Patrícia Aires           | Nina Rosa          |
| Ana Maria Blota          | Glorinha (criança) |
| Vicente Cruz             |                    |
| Shirley Oliveira         |                    |
| Rodney Gomes             |                    |
| Tamara Karina            |                    |